# Протесты в Ереване (1965)
Протесты в Ереване (1965) — это массовые демонстрации, которые состоялись в Ереване (Армянская ССР) 24 апреля 1965 года, в 50-ю годовщину геноцида армян в Османской империи.
24 апреля 1965 года, впервые в Советском Союзе, 100 000 протестующих провели 24-часовую демонстрацию перед Оперным театром Еревана и потребовали, чтобы правительство СССР официально признало геноцид армян, совершенный младотурками в Османской империи, а также построило мемориал в Ереване, чтобы увековечить память жертв геноцида.

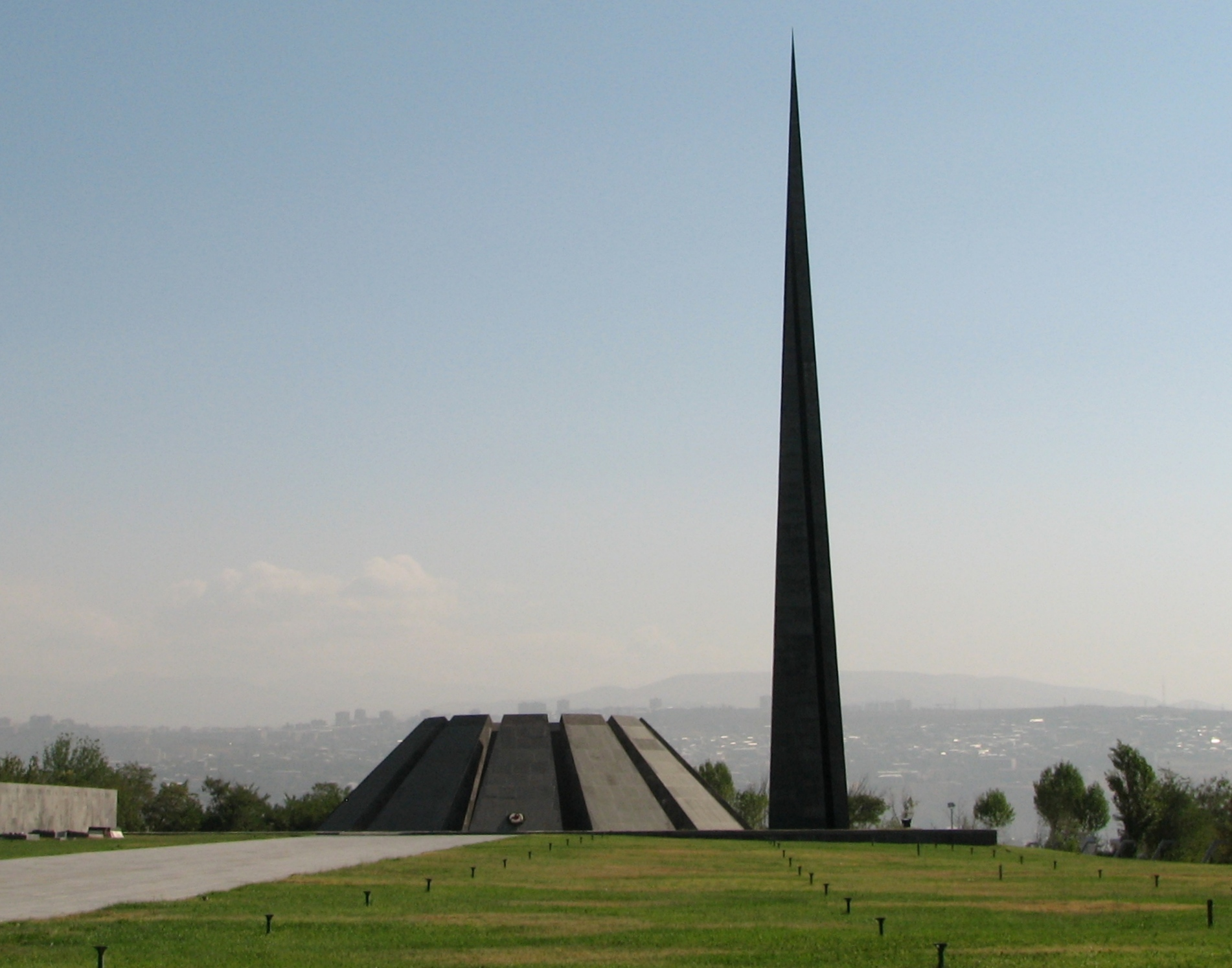
Мемориальный комплекс «Цицернакаберд»

Мемориал на холме Цицернакаберд был открыт в 1967 году, к 53-й годовщине начала геноцида. Строительство мемориала стало важным шагом в чествовании событий и деятелей в истории Армении. Позже были построены памятники в честь армянских побед в Сардарапате и Баш-Абаране против турок-османов в 1918 году.
По примеру демонстрации в Ереване, подобные протесты были организованы по всему миру армянской диаспорой. С тех пор армяне посещают мемориал и проводят акции по всему миру, чтобы добиться признания геноцида армян Турцией и почтить память погибших.